# Schodišťová sedačka

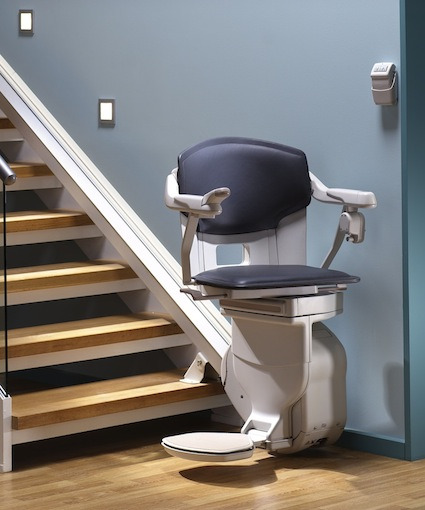
Schodišťová sedačka

Schodišťová sedačka (téže schodišťový či židlový výtah nebo plošina) je zařízení určené osobám se sníženou mobilitou pro překonání schodů či jiných bariér. Z technického hlediska se jedná o transportní prostředek určený k přepravě osob popř. nákladu spadající do kategorie zdvihadel.

## Technické parametry
Schodišťová sedačka se povětšinou skládá ze sedačky, pohonné jednotky (převážně umístěna pod sedačkou) a vedoucí kolejnice, která se skoro vždy připevňuje na zeď.
Jednotlivé schodišťové sedačky se odlišují v konstrukci svých pohonných jednotek či způsobu jejich upevnění ke schodišti. Vždy se pracuje s daným prostorem. Liší se i typ transportu osob. Ty mohou být dopravovány v sedě či ve stoje. Speciální typy plošin zvládnou i transport osoby v invalidním vozíku.
Schodišťové sedačky mohou být instalovány i na točitá schodiště. Za tímto účelem jsou vyráběny speciální vedoucí kolejnice. Sedačka tak může překonat více pater nebo zatáčky pod různými úhly (90 nebo 180 stupňů).

## Typy schodišťových sedaček

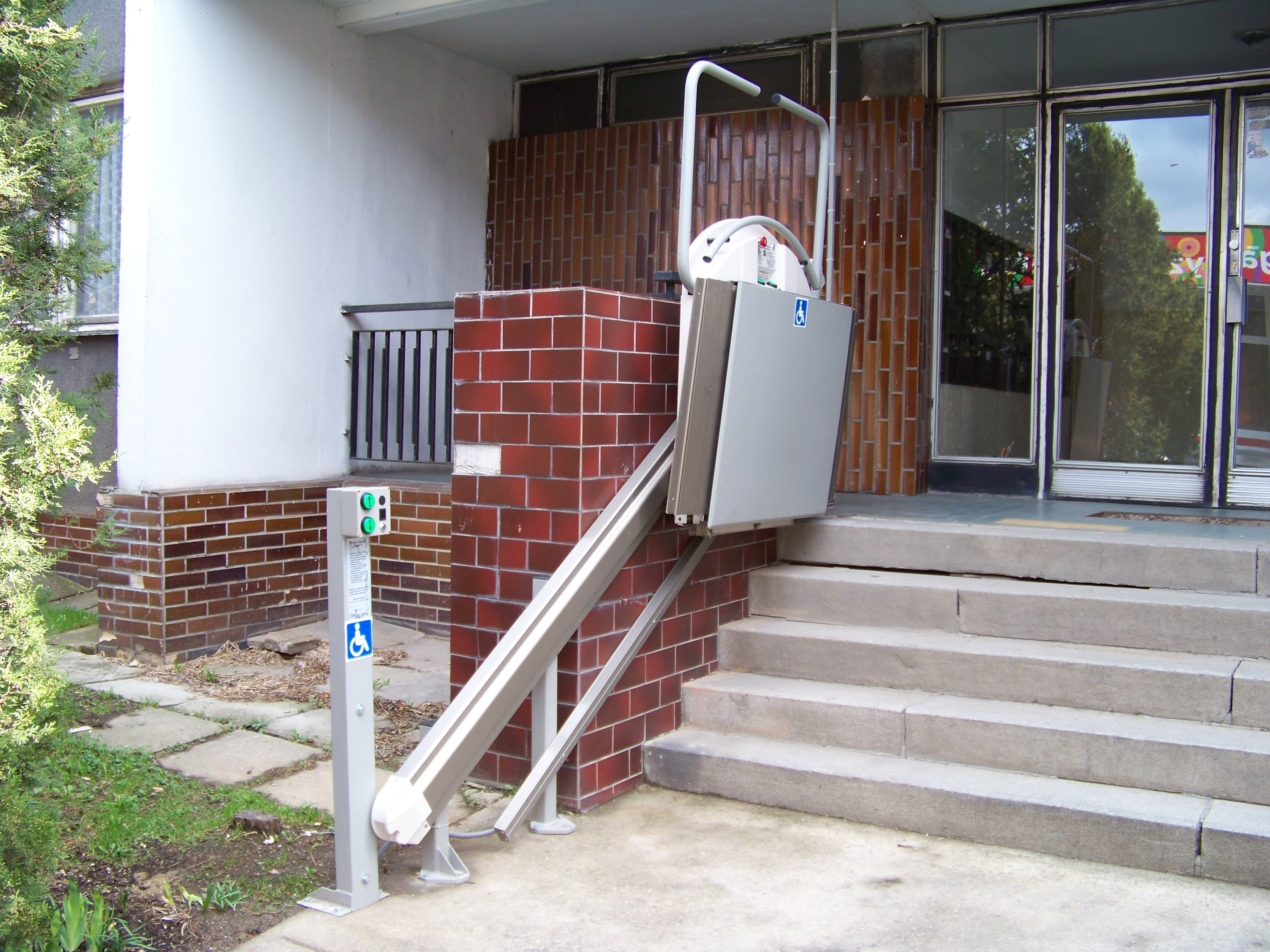
Plošina pro invalidní vozík u bytového domu

### Plošina určená pro transport invalidního vozíku
Tyto plošiny tvoří speciální skupinu schodišťových sedaček. Imobilní osoba vjede se svým kolečkovým křeslem na rovnou podestu. Pomocí skládacích zábran a bezpečnostních klapek se zabrání jakémukoliv nechtěnému pohybu. Stejně jako u jiných typů schodišťových sedaček může být i tento typ zabudován vně i uvnitř budovy a na rovná či točitá schodiště. Pokud není plošina používána, jednoduše se sklopí ke stěně, aby nebránila průchodu.

### Schodišťová sedačka
Tato pomůcka je většinou vybavena sklopnou sedačkou. Některé typy mohou být opatřeny područkami, opěrkami pro nohy a bezpečnostním pásem. Schodišťové sedačky jsou vhodné jak pro rovná tak pro komplikovaná schodiště se zatáčkami. Mohou být instalovány v interiéru i exteriéru.

## Bezpečnostní hledisko
Všechny schodišťové sedačky by měly být v souladu s následujícími normami:
- ISO 9382-2 „Poháněné zdvihací plošiny pro osoby s omezenou pohyblivostí - Bezpečnostní předpisy, rozměry a provoz - Část 2: Poháněné schodišťové výtahy pohybující se po šikmé dráze pro sedící nebo stojící osoby a uživatele na vozících pro invalidy“ stav: 2009 a
- ČSN EN 81-40:2009 „Bezpečnostní předpisy pro konstrukci a montáž výtahů - Zvláštní výtahy pro dopravu osob a nákladů - Část 40: Schodišťové výtahy a šikmé zvedací plošiny pro dopravu osob s omezenou pohyblivostí.“ stav: 2009.

Výrobci těchto pomůcek se mohou dobrovolně stát členy mezinárodní asociace Lift and Escalator Industry Association (LEIA), která se stará především o dodržování vysokých bezpečnostních standardů.